# ツークシュピッツェ
ツークシュピッツェ山（ツークシュピッツェさん、Zugspitze）は、ドイツ・バイエルン州とオーストリア・チロル州の国境にある山。高さ2,962mで、ドイツの最高峰である。
山名の“Zugspitze”とはドイツ語で「峰の連なり」もしくは「連なる峰」の意。

## 地理
観光都市ガルミッシュ＝パルテンキルヒェンの南西に位置し、登山鉄道のバイエルン・ツークシュピッツ鉄道がガルミッシュ＝パルテンキルヒェンからのアクセスを担い、観光のメインルートとなっている。山頂にはロープウェイ（現地の呼び方では“Seilbahn”）がドイツ側から2本とオーストリア側から1本出ており、多くの観光客が訪れている。山頂へは登山道やスキー用の道もあり、歩いて登ることも可能である。歩くと2日程度かかるが、多くの登山道には途中で食事や宿泊のためのロッジがあり、ここで休息をとることができる。
山頂はバイエルン州とチロル州の州境にあり、ドイツ－オーストリア国境は山の上をまっすぐ通るため、シェンゲン協定以前は山頂に国境の検問所が存在した。現在は標識のみが残っている。
ツークシュピッツェ山の高さは2,960mから2,970mの範囲とされ、正確な高さは長い間論争の的になっていた。現在ではバイエルン州測量事務所 (Bayerisches Landesvermessungsamt) が発表した2,962mが広く受け入れられている。山頂にあるカフェ"2962"は、この値に基づいて名付けられた。なお、このカフェはチロル側にある。

## 歴史
ツークシュピッツェに残る初の登頂記録には、1820年8月27日にジョセフ・ナウス中尉が率いる測量士たちによって成し遂げられたものが記録されている。それ以前に現地の人たちがすでに登っていた可能性はあるが、記録には残っていない。冬場の登頂では、1882年1月7日にF.キルガー、H.ツァメッツァー、J.ツァメッツァー、H.シュバイガーによって初めて成し遂げられたとされる。
ドイツの大作曲家リヒャルト・シュトラウスは、10代の頃のツークシュピッツェ登山の体験をもとに、1914年にガルミッシュ＝パルテンキルヒェンにある自身の山荘で『アルプス交響曲』を作曲している。

## 登山鉄道・ゴンドラ

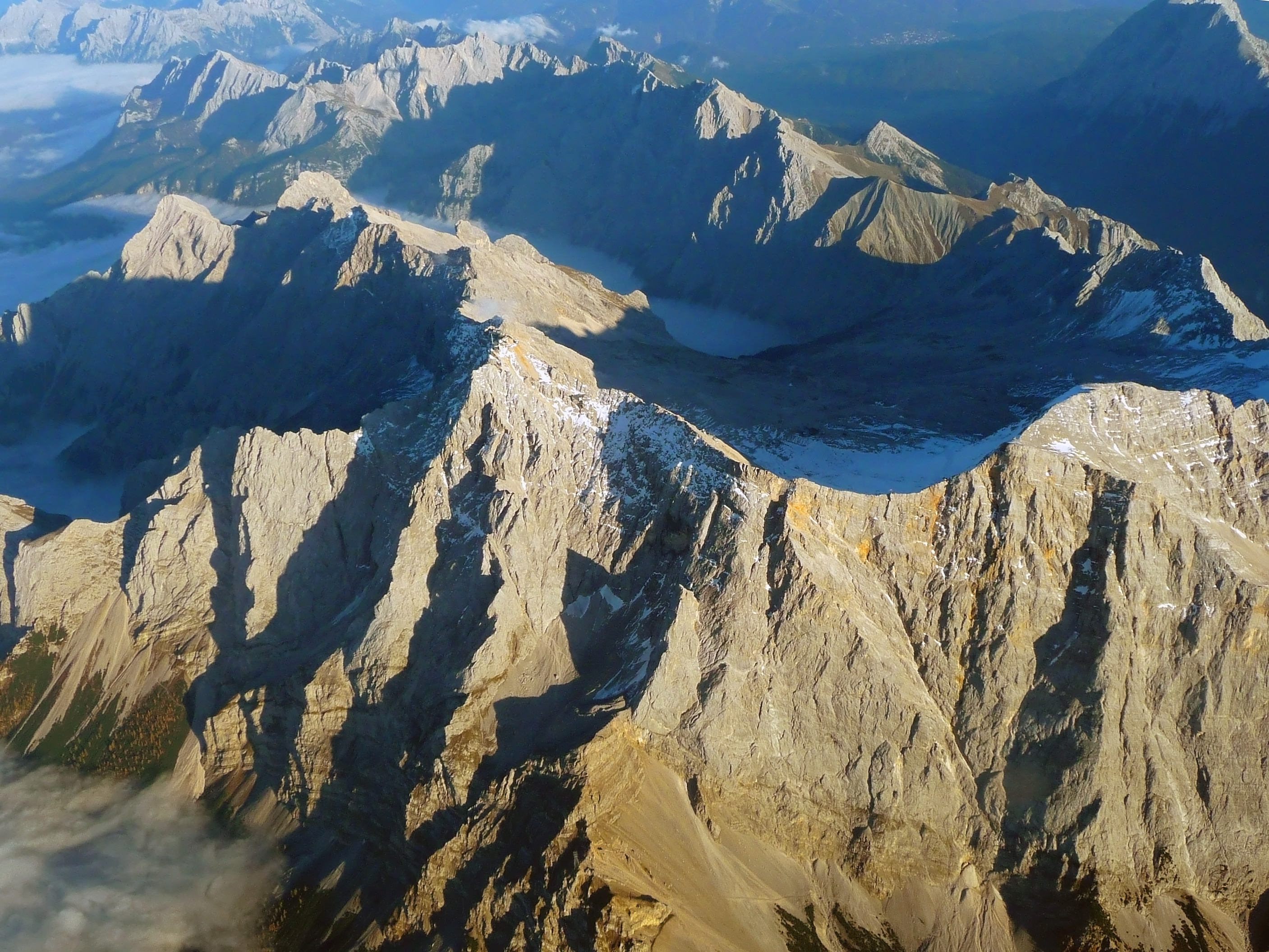

- ティローラー・ツークシュピッツバーン（Tiroler Zugspitzbahn）はチロル州エーアヴァルドより運行されている。
- バイエルン・ツークシュピッツ鉄道（Bayerische Zugspitzbahn）はバイエルン州ガルミッシュ＝パルテンキルヒェンより運行されている。
- アイプゼーザイルバーン（Eibseeseilbahn）バイエルン州アイプゼーより運行されている。